# Microglanis carlae
Microglanis carlae är en fiskart som beskrevs av Vera Alcaraz, da Graça och Shibatta 2008. Microglanis carlae ingår i släktet Microglanis och familjen Pseudopimelodidae. Inga underarter finns listade i Catalogue of Life.